# Dan Ekner
Dan Heimer Ekner (Gotemburgo, 5 de febrero de 1927 – Gotemburgo,17 de abril de 1975) fue un futbolista sueco que jugaba como delantero. Jugó profesionalmente en Inglaterra, Francia, Italia, España, Alemania, Estados Unidos y los Países Bajos durante una carrera en clubes que se extendió entre 1945 y 1963.

## Carrera en clubes
Ekner fue el primer jugador sueco en jugar en the Football League cuando jugó cinco partidos para Portsmouth durante la temporada 1949–50, durante la cual Portsmouth terminó ganando el título de liga. Mientras estaba en el Atlético Madrid, fue parte del equipo que llegó a la final de la Copa del Rey de 1956. También representó a clubes en Italia, los Países Bajos, Alemania y Estados Unidos durante su carrera.

## Carrera internacional
Ekner apareció una vez para el equipo Suecia B en 1949.

## Títulos
Portsmouth
- Football League First Division: 1949–50